# Gosar
Gosar je priimek v Sloveniji, ki ga je po podatkih Statističnega urada Republike Slovenije na dan 1. januarja 2010 uporabljalo 188 oseb in je med vsemi priimki po pogostosti uporabe uvrščen na 2.301. mesto.

## Znani nosilci priimka
- Andrej Gosar (1887—1970), sociolog, politik in publicist, univ. profesor
- Andrej Gosar (*1963), geolog, seizmolog
- Anton Gosar (*1945), geograf, univ. profesor
- Asja Gosar, športna plezalka
- Barbka Gosar Hirci, restavratorka
- Borut Gosar, agronom?/biotehnolog (zdravilne rastline, analitika zdravilnih učinkovin (HPLC …) podjetnik (dr.zn.)
- David Gosar, klinični (nevro)psiholog
- Janez Gosar (1830—1887), podobar
- Janez Gosar (1866—?, ZDA), podobar, slikar
- Lojze Gosar (1932—2014), geograf, demograf, planer
- Marija Gosar (1922—2012), biologinja, naravoslovna muzealka, častna članica PDS
- Marta Gosar, agronomka (jagodičje)
- Mateja Gosar (*1963), geologinja, geokemičarka
- Metka Gosar, slikarka
- Paul Gosar (*1958), ameriški kongresnik (politik) slovenskega porekla
- Pete Gosar, ameriški politik slovenskega porekla
- Peter Gosar (1923—2022), fizik, univ. profesor, akademik